# 루이스 페헤이라
루이스 페헤이라(Louis Ferreira, 1967년 2월 20일~)는 포르투갈에서 태어난 캐나다의 배우이다.